# Porphyry Cove
Die Porphyry Cove ist eine Nebenbucht des Paradise Harbor an der Danco-Küste im Westen des Grahamlands auf der Antarktischen Halbinsel. Sie liegt zwischen dem Conesa Point und der Coughtrey-Halbinsel.
Polnische Wissenschaftler benannten sie 1999 nach dem Porphyrgestein des benachbarten Porphyry Ridge.